# Lagfors

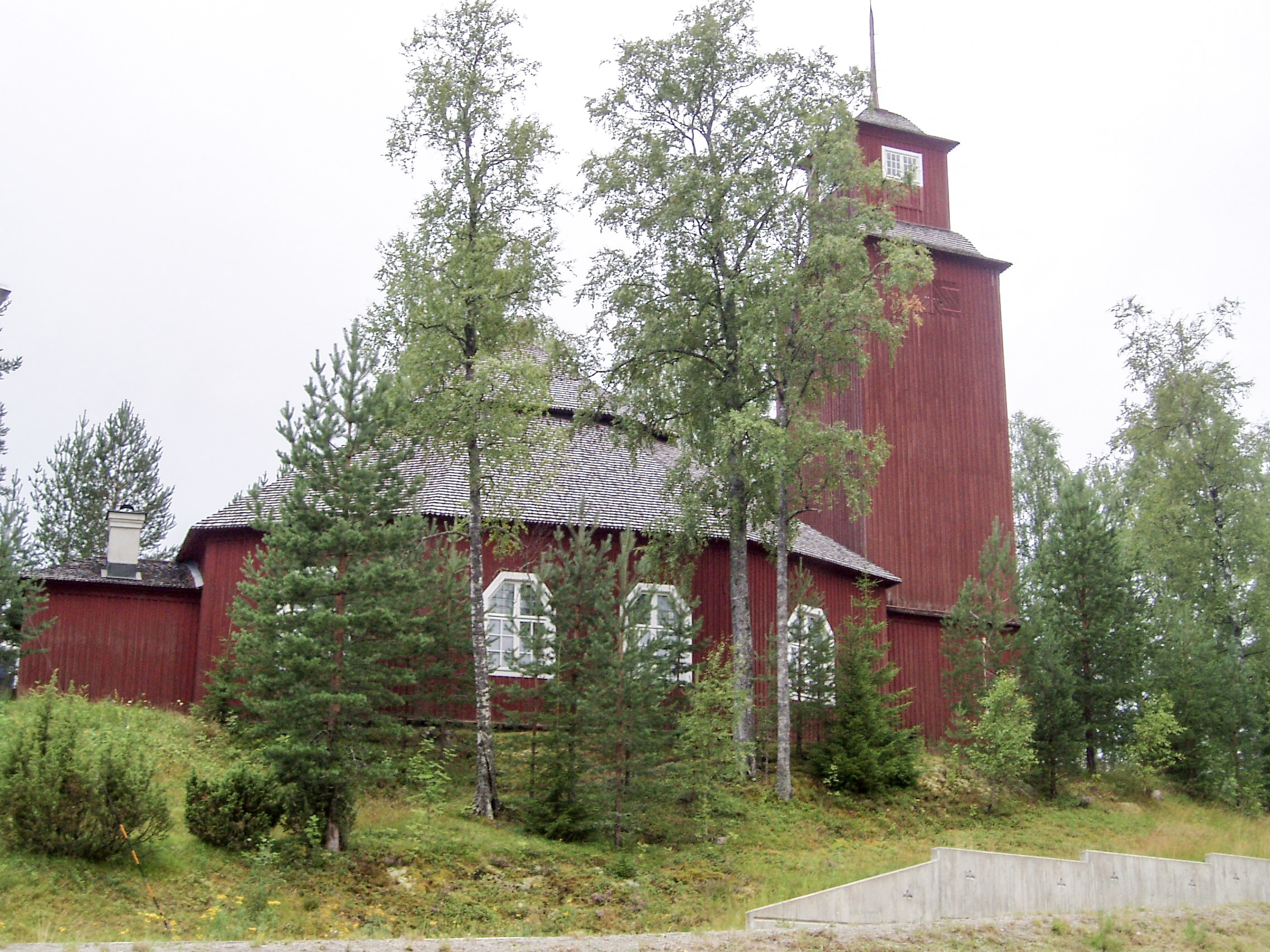
Lagfors kyrka

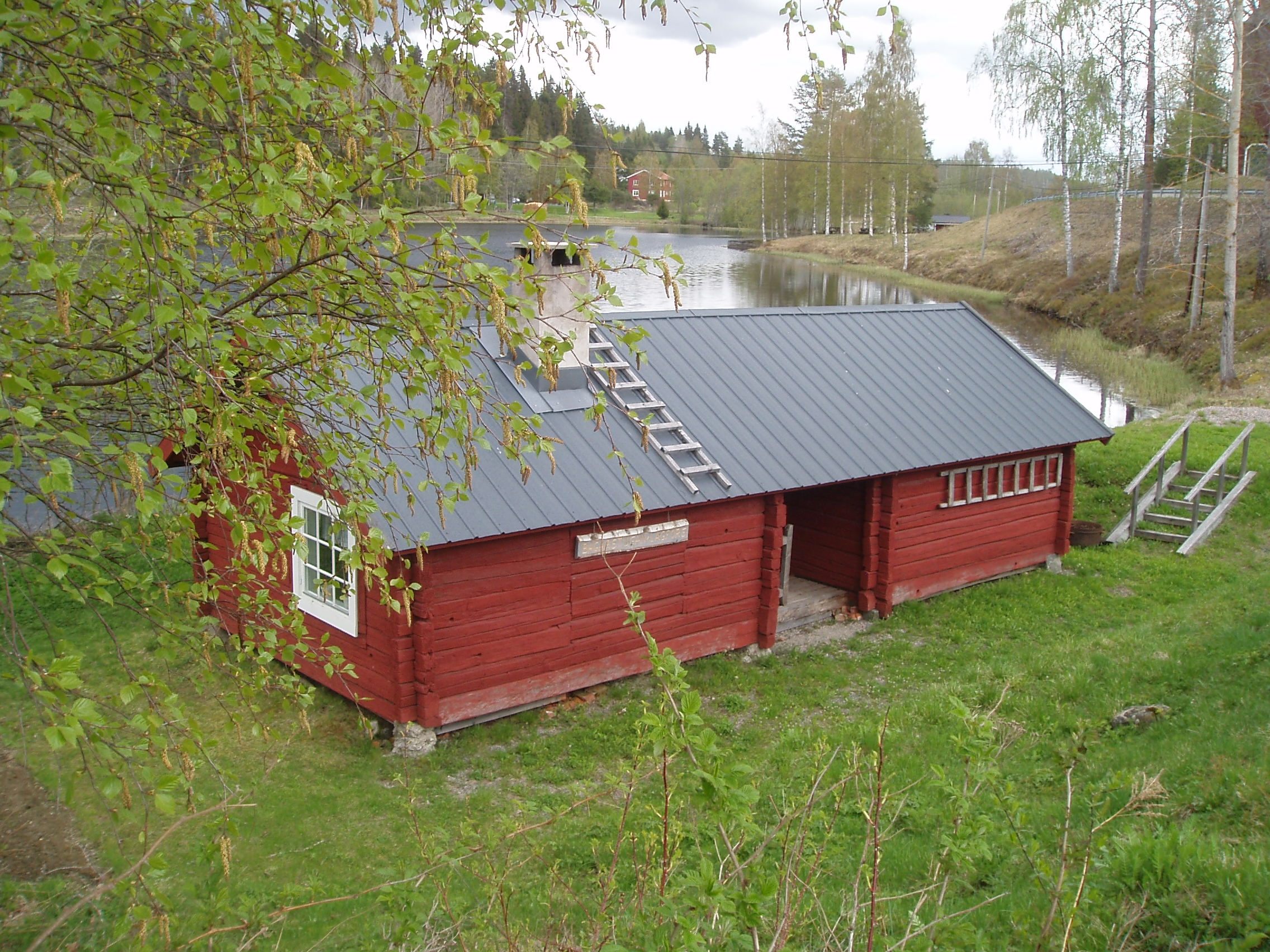
bagarstuga

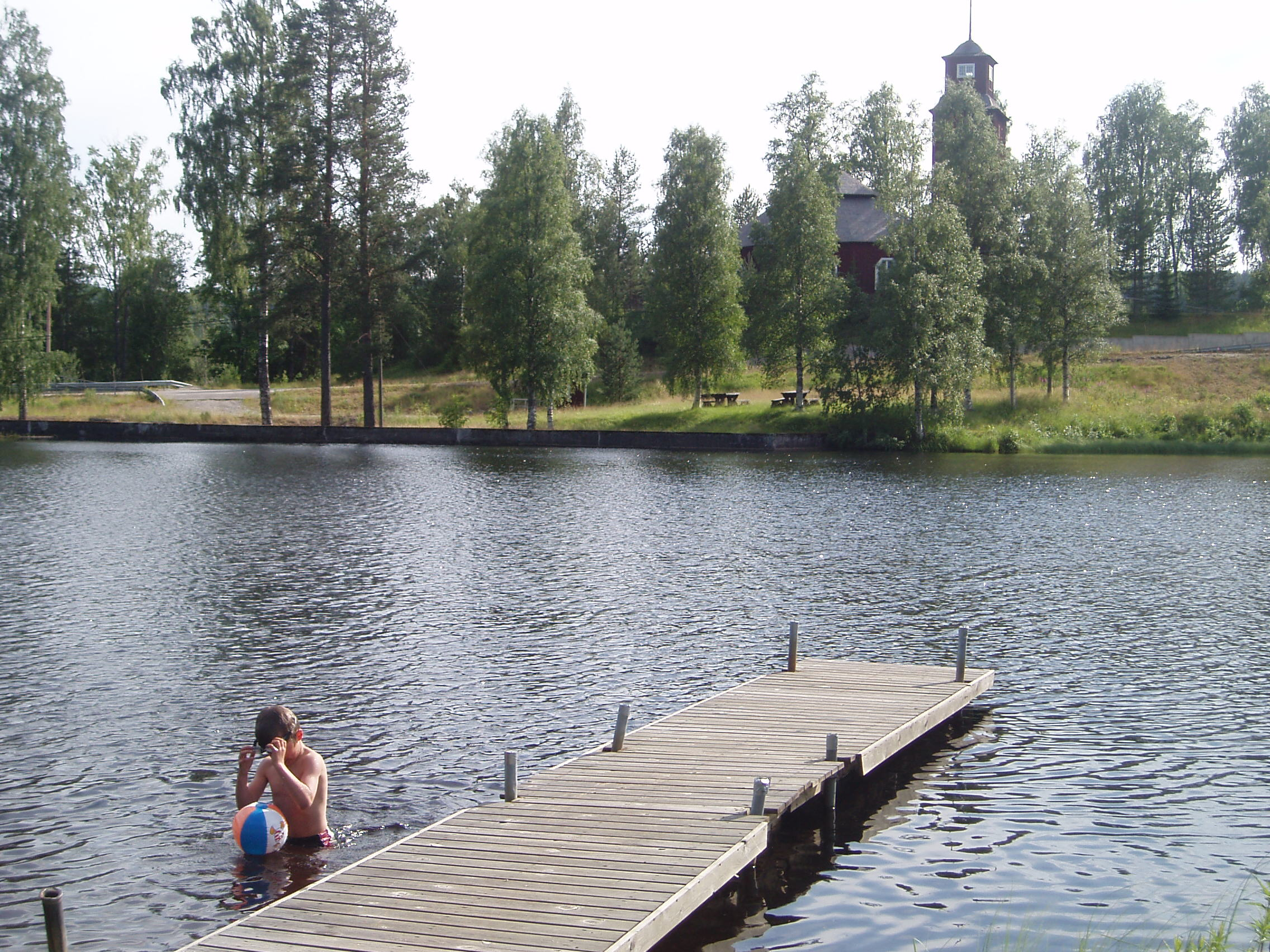
badplats

Lagfors är en by i Ljustorps socken, Timrå kommun i Medelpad. Det är en gammal bruksort utefter Ljustorpsån. 
1742−1877 bedrevs här järnbruksrörelse. I dag (2006) finns bara en bagarstuga och Lagfors kyrka kvar efter bruket.